# Бой за Сан-Боржу
Бой за Сан-Боржу (порт. São Borja) произошёл 10—12 июня 1865 года во время Парагвайской войны.

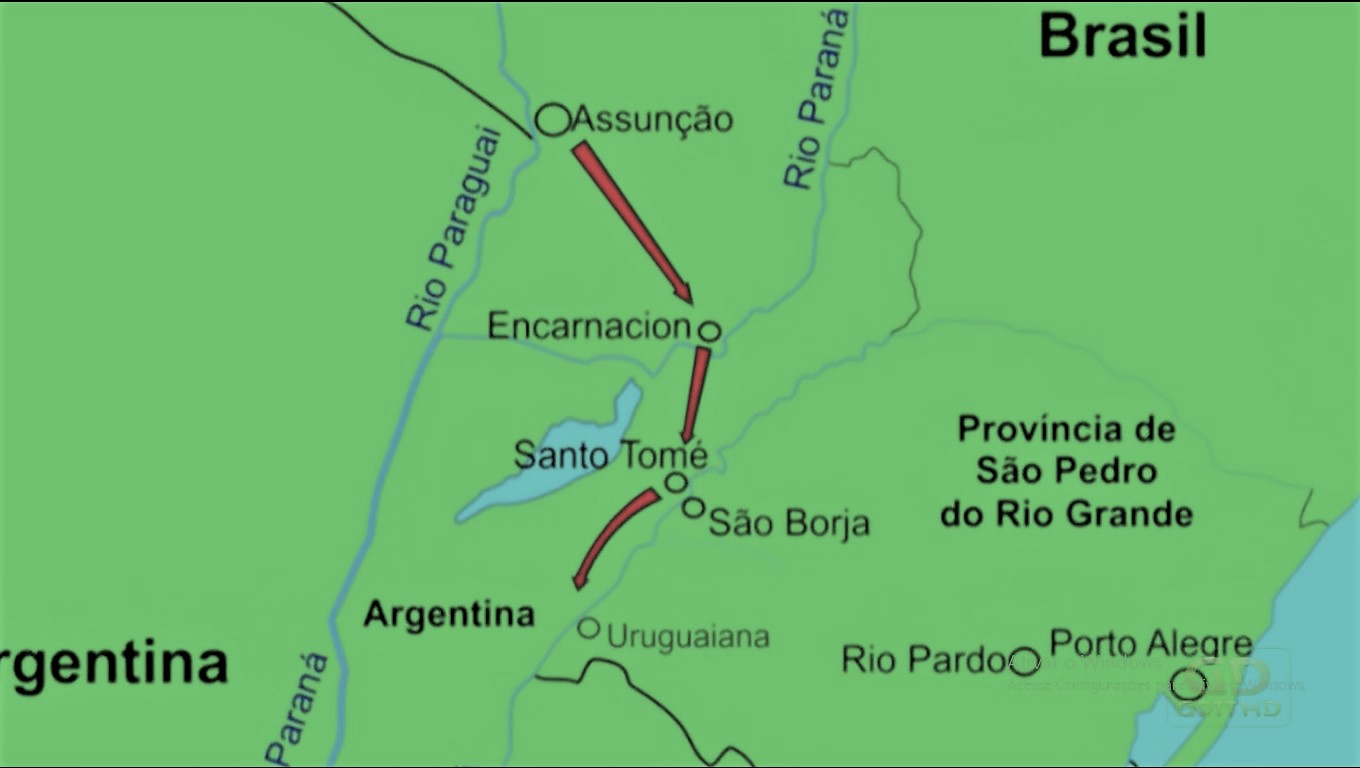
Наступление парагвайских войск.

Несмотря на катастрофическое поражение в битве при Риачуэло парагвайские войска под командованием подполковника Антонио де ла Крус Эстигаррибии продолжали продвигаться по суше к Риу-Гранди-ду-Сул. 8 июня 1865 года парагвайская передовая колонна майора Педро Дуарте, имевшая 5 пушек, заняла аргентинскую деревню Санто-Томе, в 8 км от границы с Бразилией.
Полковник Антониу Фернандеш Лима, командующий имперских пограничных войск, был предупрежден о продвижении парагвайцев к реке, но не верил в скорость их передвижения. Полковник приказал своим 2000 солдат неторопливо двигаться навстречу парагвайцам.
Утром 10 июня 1865 года шеститысячный отряд Эстигаррибии вплавь и на каноэ постепенно переправился через реку Уругвай и двинулся в сторону Сан-Боржи, вначале встретив слабое сопротивление уланов полковника Феррейры Гимарайнша. Примерно через 4 часа на помощь прибыл батальон волонтеров (650 солдат) под командованием подполковника Ж. М. Мена Баррету, который штыковой атакой выбил парагвайцев, проникших в посёлок. В течение двух суток бразильцы удерживали позиции, давая время для эвакуации местного населения. 12 июня посёлок был оставлен защитниками, оккупирован и разграблен парагвайцами, которые в течение недели оставались в нём. 19 июня парагвайцы покинули Сан-Боржу и двинулись в Уругваяну.